# Індо-Тихоокеанський регіон
Індо-Тихоокеанський регіон (ІТР) у географії та міжнародних відносинах - це сукупність країн,  розташованих на схід від Пакистану і  до островів Тихого океану. Після Другої світової війни деякі з держав ІТР (Японію, Республіку Корея, Тайвань, Сінгапур) зуміли стати лідерами в міжнародній економіці. Тому сьогодні ІТР поступово стає глобальним центром міжнародної торгівлі та інновацій.
Nермін використовується в стратегічних дослідженнях у зв'язку зі зміною констеляції в міжнародній політиці .  У цьому контексті він вперше був використаний Сіндзо Абе у 2007 році під час закордонного візиту до Індії. Після цього термін потрапив у зовнішньополітичний дискурс Індії, Японії та Австралії. За часів президентства Барака Обами Індо-Тихоокеанський регіон все більше опинявся в центрі уваги як сфера інтересів США завдяки бестселеру «Мусон: Індійський океан і майбутнє американської могутності» Роберта Д. Каплана .  Щоб відобразити зростаюче значення цього терміну та як сигнал Китаю перед обличчям зростаючої напруженості та початку торгового конфлікту з Пекіном, Тихоокеанське командування Сполучених Штатів, «Об'єднане бойове командування», було перейменовано на Індо-Тихоокеанське командування США міністром оборони Джеймсом Н. Меттісом у 2018 році . 
Індо-Тихоокеанський регіон досить строкатий  у етнічному, політичному та релігійному плані. Історично країни регіону були під колоніальним впливом Заходу (Британія, Франція, Нідерланди, Португалія, Іспанія), що наклало свій відбиток на сьогодення. 
У геополітичному сенсі ІТР є головною ареною суперництва між Китаєм та США. США та багато інших країн розглядають судноплавні шляхи в Індо-Тихоокеанському регіоні як міжнародні води, відкриті для всіх. При цьому вони посилаються на міжнародне право, згідно з яким, згідно з Конвенцією Організації Об'єднаних Націй з морського права (UNCLOS) 1982 року, морські райони за межами 12-мильної зони більше не належать до території сусідніх держав. У Південно-Китайському морі Китай претендує на 80 відсотків багатого на ресурси моря, через яке проходять важливі судноплавні шляхи, як на свою територію. В'єтнам, Філіппіни, Тайвань, Бруней і Малайзія також висувають територіальні претензії. У 2016 році Міжнародний арбітражний суд у Гаазі відхилив претензії Китаю на позов Філіппін. Пекін ігнорує це рішення. 
Для обґрунтування претензій за міжнародним правом на Індо-Тихоокеанський регіон як міжнародні води протягом десятиліть через Індо-Тихоокеанський регіон і особливо суперечливу Формозську протоку проходять військові кораблі США та їх союзників (Франції, Великобританії). Ці поїздки за «свободу судноплавства» все частіше критикуються Китаєм. У зв'язку з ескалацією цього конфлікту з 2010 року США заснували Вільну та відкриту Індо-Тихоокеанську ініціативу для протидії можливим обмеженням міжнародних торговельних перевезень з боку Китаю не лише у Формозській протоці.  У Південно-Китайському морі також існують територіальні конфлікти між Китаєм та іншими прибережними державами.
Фрегат "Баварія" ВМС Німеччини був розгорнутий в Індо-Тихоокеанському регіоні у 2021 році.  У серпні 2022 року ВПС взяли участь у військових маневрах в Австралії за участю винищувачів, транспортних літаків і літаків-заправників та 250 солдатів. Загалом у навчаннях взяли участь 17 країн. 
У вересні 2021 року президент США Джо Байден оголосив про створення Індо-Тихоокеанського безпекового альянсу AUKUS. Крім США, до військового союзу також залучені Австралія та Велика Британія, які зазнають жорсткої критики з боку Китаю. У серпні 2023 року Байден запросив лідерів Японії та Південної Кореї на зустріч на вищому рівні в Кемп-Девіді. Його намір полягав у посиленні співпраці між трьома країнами з огляду на напружену ситуацію в Індо-Тихоокеанському регіоні, що пов'язано, головним чином, з ядерною загрозою з боку Північної Кореї та тайванським конфліктом. Між Сеулом і Токіо завжди існує напруженість через японську окупацію в першій половині 20-го століття. 